# Södra Hammarbyhamnen
Södra Hammarbyhamnen est un quartier du district de Södermalm à Stockholm en Suède.

## Présentation
Södra Hammarbyhamnen est un quartier du sud-est du centre-ville de Stockholm qui était une ancienne zone industrielle. 
Il est situé des côtés sud et est du lac Hammarby.
Södra Hammarbyhamnen est voisin des quartiers de Södermalm, Årsta, Johanneshov, Hammarbyhöjden, Björkhagen ainsi que Tallbacken, Alphyddan, Henriksdal et Danviken dans la commune de Nacka.
Le quartier comprend les sections Danviksklippan, Luma, Mårtensdal et Sickla udde.
Son point culminant est le sommet Henriksdalsberget (sv), à 57 mètres d'altitude.
Depuis que le quartier est passé d'une zone industrielle et portuaire à une zone résidentielle, le nom officiel Södra Hammarbyhamnen est de moins en moins utilisé. 
De nombreux habitants utilisent à la place le nom Hammarby Sjöstad ou simplement Sjöstaden.

## Histoire
Les constructions résidentielles sont constituées exclusivement d'immeubles résidentiels mêlant copropriétés et immeubles locatifs.
En 1991, les projets de construction de logements dans le quartier se sont concrétisés lorsque le bureau d'urbanisme a présenté un plan directeur détaillé. Dans la conception des maisons, ils s'étaient inspirés de Berlin, ils voulaient construire des quartiers fermés, mais avec des cours ouvertes. L'intérêt du côté politique était plutôt tiède, mais depuis que la municipalité de Stockholm a décidé en 1996 de postuler pour accueillir les Jeux olympiques d'été de 2004, l'intérêt s'est accru. Les plans prévoyaient que le village olympique serait situé dans la zone, ainsi qu'une nouvelle arène, le Victoriastadion, sur la piste de ski de Hammarby, pouvant accueillir 30 000 spectateurs. Mais c’est Athènes qui a organisé les jeux.
Un nouveau plan directeur a été élaboré en 1998. Il comprenait 200 hectares de terrain entre Skanstull et Danvikstull, de part et d'autre du lac Hammarby. Un tiers de la surface devant être réservé aux opérations existantes, l'autre surface étant utilisée pour la construction d'une toute nouvelle zone résidentielle.
La même année, la construction a commencé dans la section de Sickla udde. Avant que les travaux puissent commencer, un vaste nettoyage du terrain était nécessaire. Les opérations précédentes dans la zone industrielle de Lugnet, telles que les ateliers automobiles, les ateliers de peinture, les entrepôts, etc., avaient laissé derrière elles beaucoup de pollution.
Entre le 15 août et le 27 septembre 2002, Stockholm a accueilli le salon du logement Bostad 02, au cours duquel 27 appartements exposés dans les quartiers de Luma, Sickla kaj et Sickla udde ont été présentés au public. La même année, la section Gullmarsplan - Sickla udde du Tvärbanan a été inaugurée.

## Lieux et monuments
- Allébron
- Danviksbron
- Danviksklippan
- Danvikslösen
- Djurgårdsbrunnsbron
- Fredriksdal
- Hammarbyhamnen
- Hammarbyleden
- Hammarby gård
- Hammarby sjö
- Hammarby Sjöstad
- Henriksdals reningsverk
- Henriksdalshamnen
- Luma industriområde
- Norra Hammarbyhamnen
- Sickla kaj
- Sickla sluss
- Sickla kanal
- Sickla udde
- Sthlm 01
- Värmdövägen

## Galerie

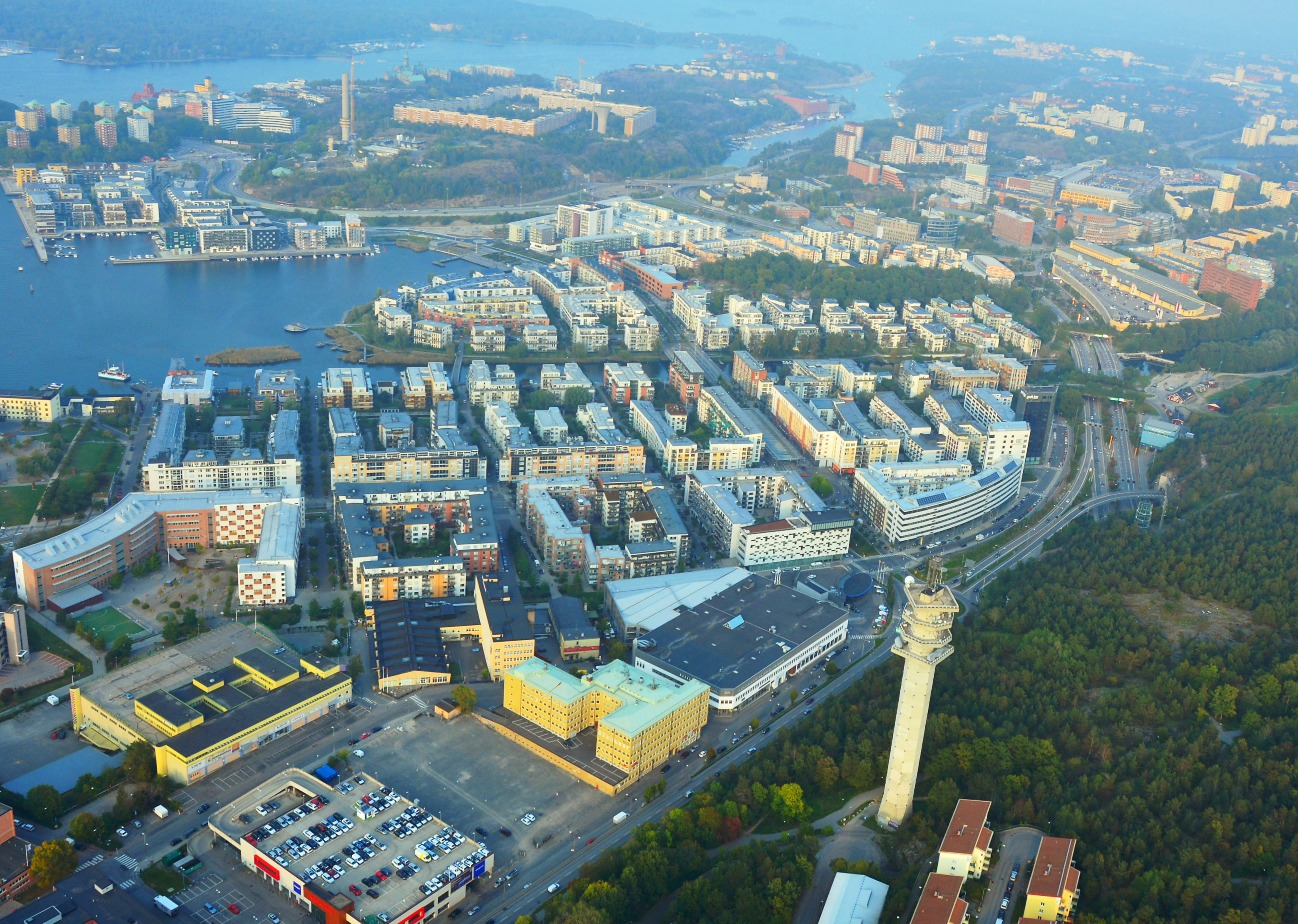
Hammarby sjöstad.
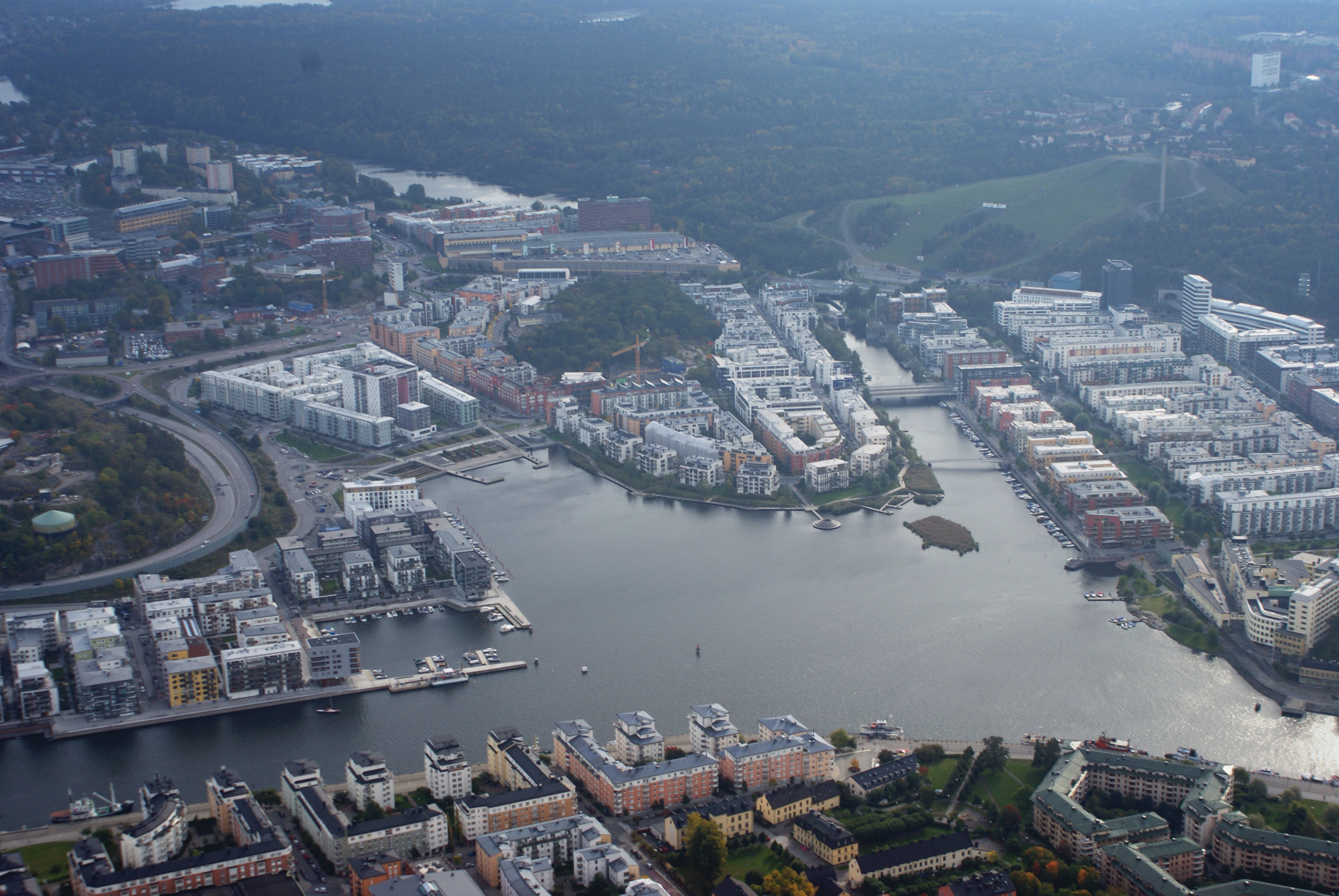
Södra Hammarbyhamnen.
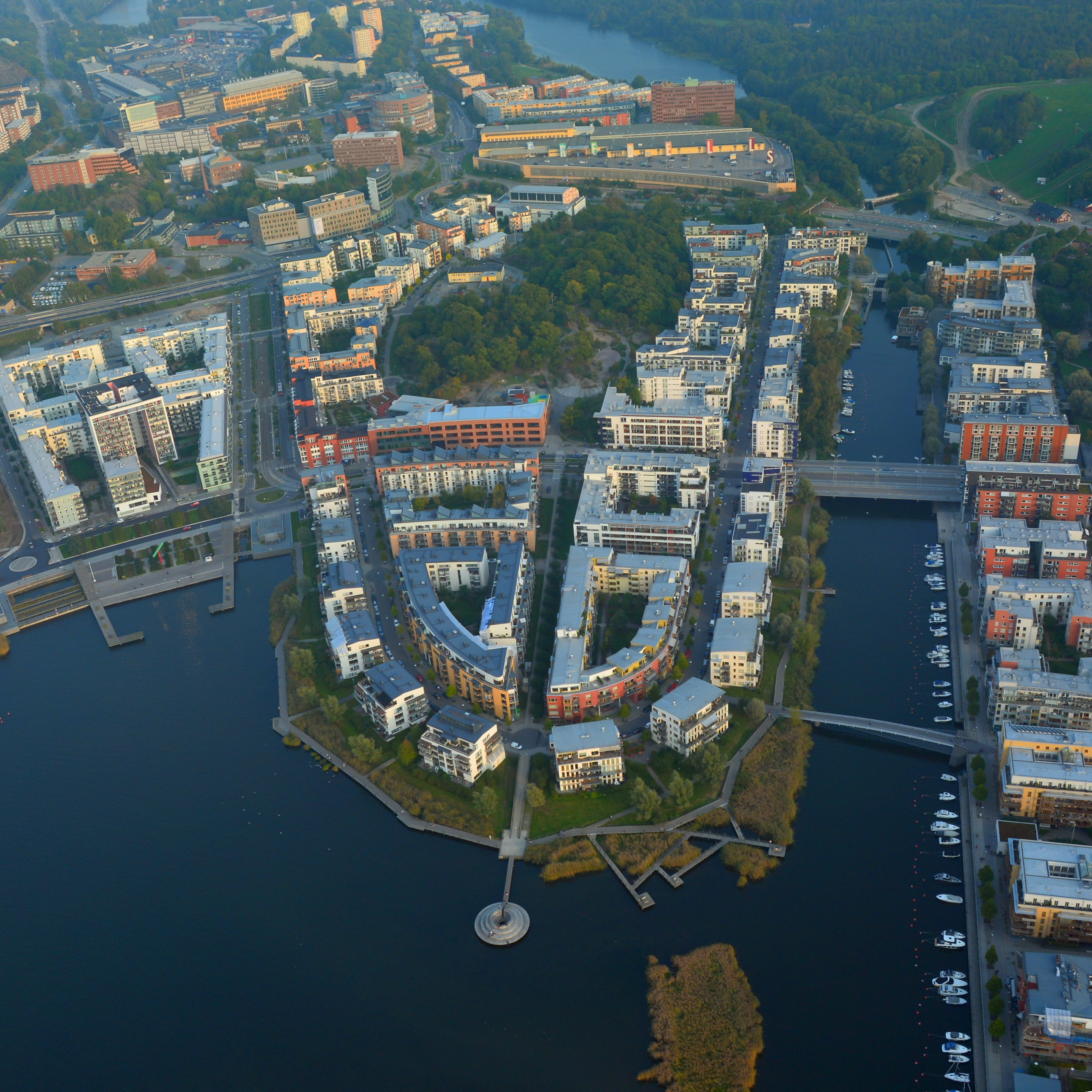
Sickla udde.
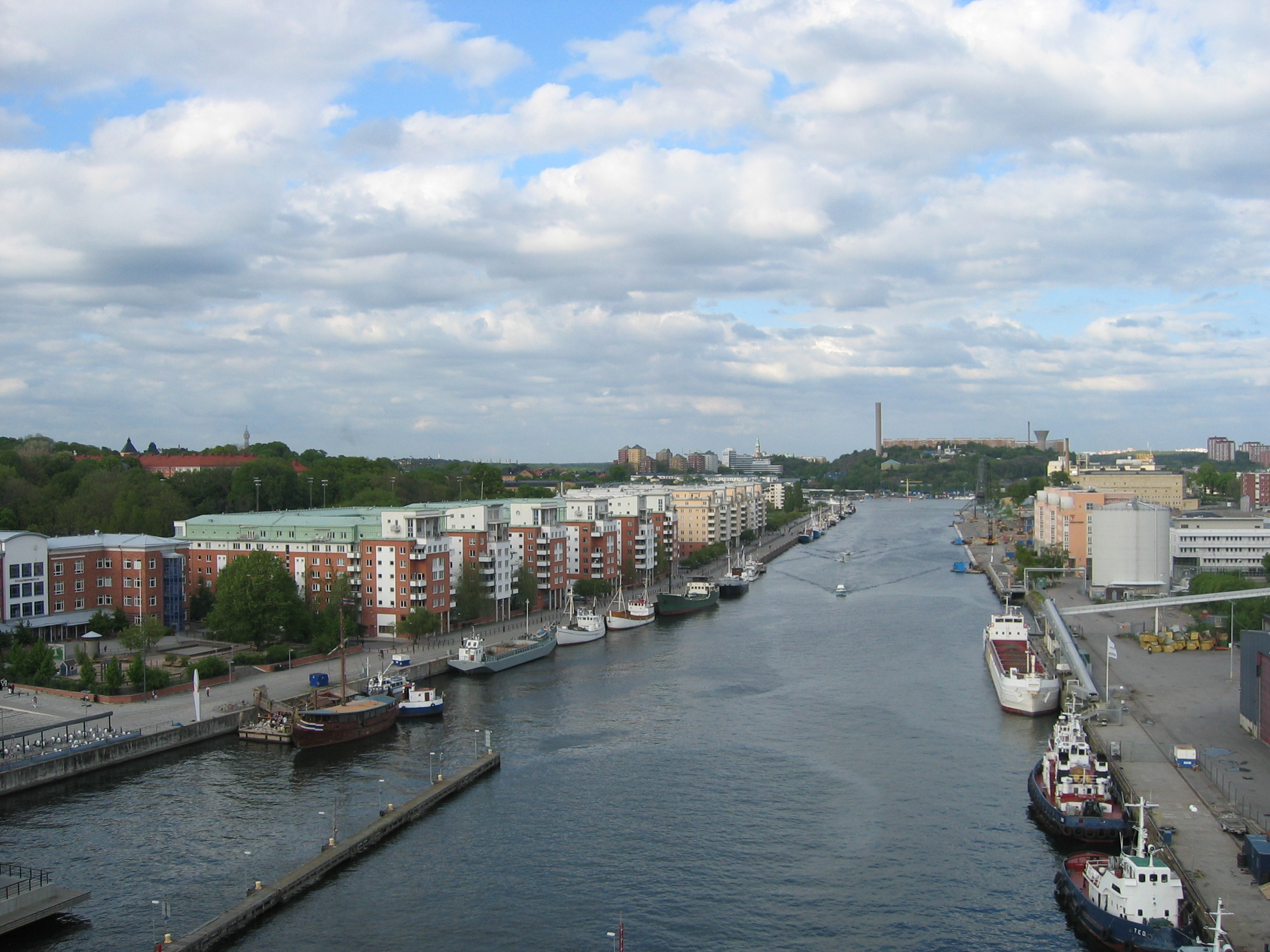
Hammarby.
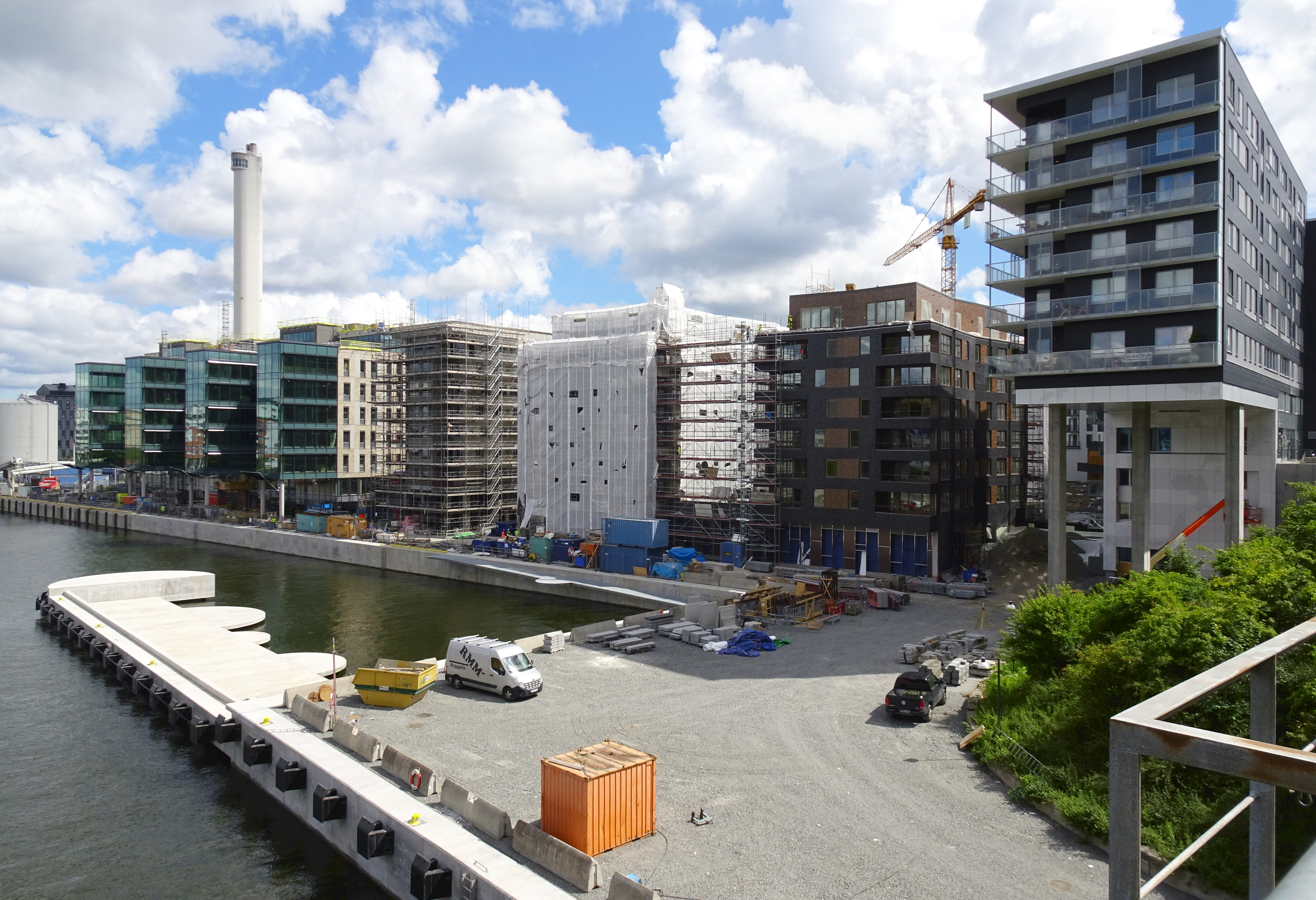
Fredriksdal.

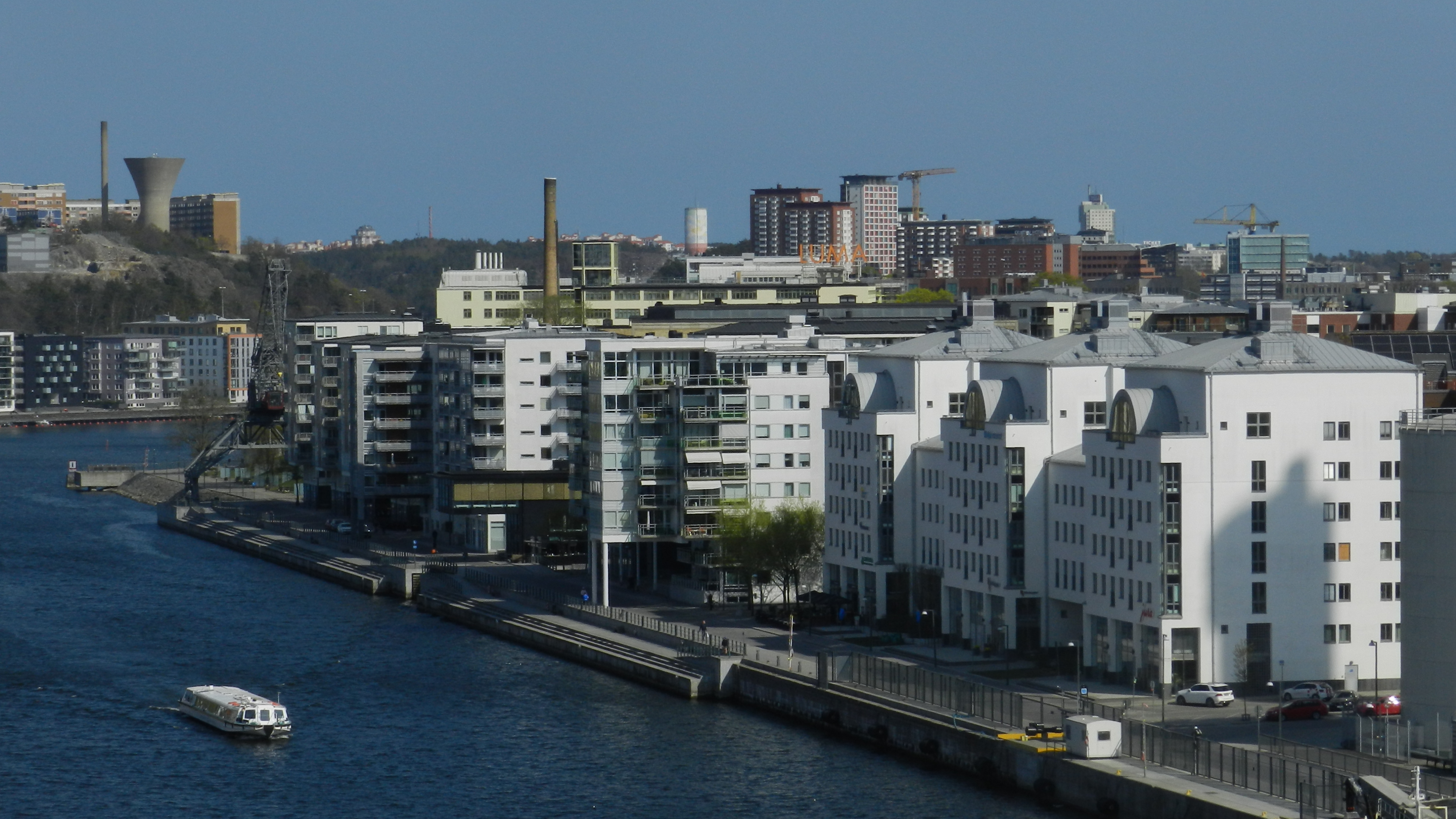
Hammarby kaj.
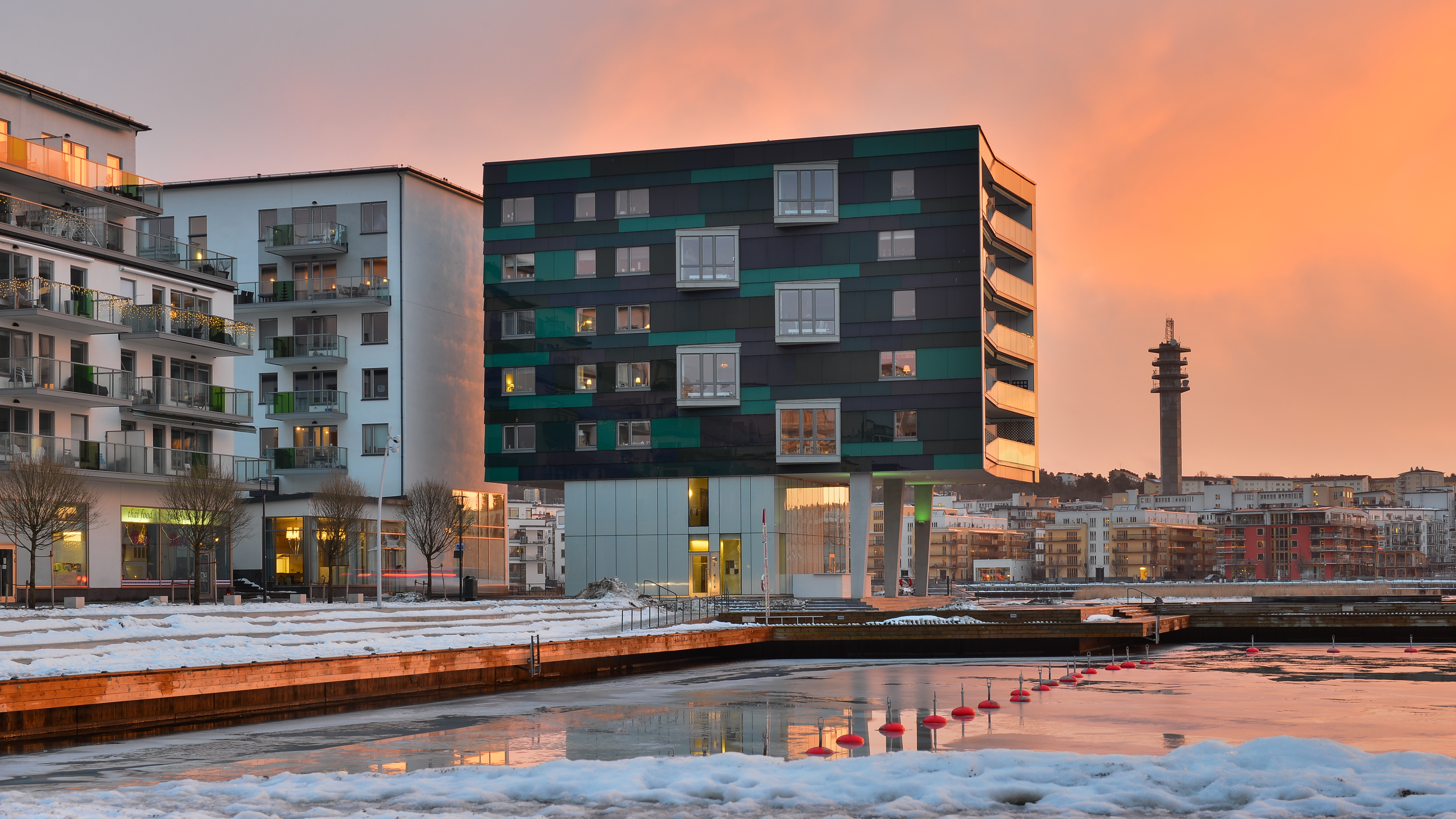
Place Jan Inghes.
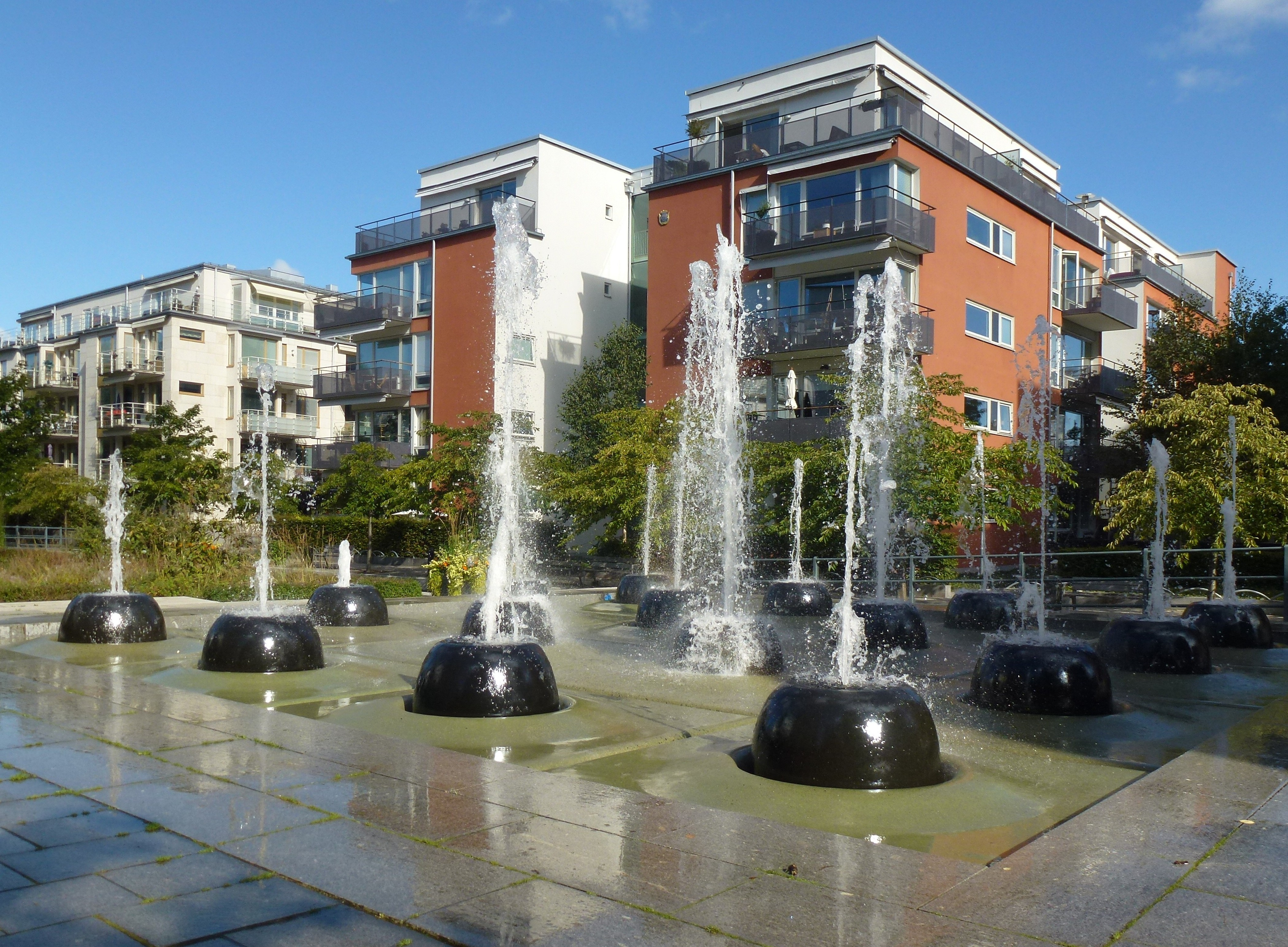
Fontaine Fält à Sjöstadparterren.
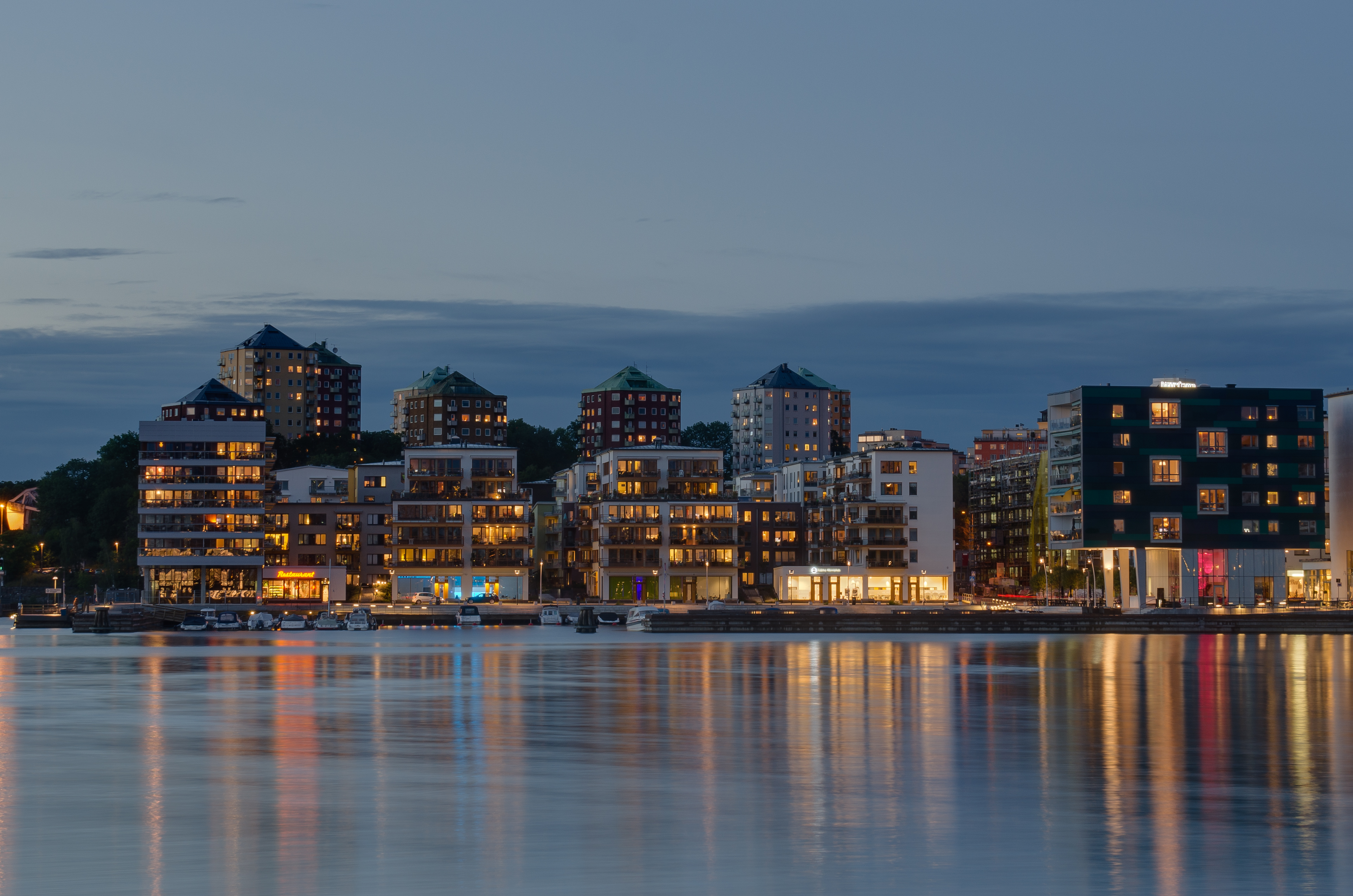
Henriksdalshamnen.